# Corey Farkas
Corey Farkas (ur. 27 maja 1974) – amerykański zapaśnik walczący w obu stylach. Trzeci w Pucharze Świata w 2002 i piąty w 2003. Ósmy na igrzyskach wojskowych w 1999. Srebrny medalista wojskowych MŚ w 2000 roku.
Zawodnik United States Air Force.